# Malá Hradná
Malá Hradná (allemand : Kleinhradna) . est un village de Slovaquie situé dans la région de Trenčín.

## Histoire
Première mention écrite du village en 1329.

## Démographie

### Évolution de la population
| Année:               | 1994. | 2004.   | 2014.   | 2024.    |
| -------------------- | ----- | ------- | ------- | -------- |
| Nombre de personnes: | 422   | 387     | 364     | 407      |
| Différence:          |       | -8,29 % | -5,94 % | +11,81 % |

| Année:               | 2023. | 2024.   |
| -------------------- | ----- | ------- |
| Nombre de personnes: | 408   | 407     |
| Différence:          |       | -0,24 % |